# Polygala producta
Polygala producta är en jungfrulinsväxtart som beskrevs av Nicholas Edward Brown. Polygala producta ingår i släktet jungfrulinssläktet, och familjen jungfrulinsväxter. Inga underarter finns listade i Catalogue of Life.